# Johnny Cymbal
Johnny Cymbal, född John Hendry Blair 3 februari 1945 i Skottland, död 16 mars 1993 av en hjärtattack, var en amerikansk sångare. Johnny Cymbal är mest ihågkommen för den klassiska låten "Mr. Bass Man" från 1963. Hans sista tv-framträdande var bara 5 dagar innan hans död. 

## Diskografi
Studioalbum
- 1963 – Mr. Bass Man

Singlar (urval)
- 1960 – "It'll Be Me" / "Always, Always"
- 1961 – "The Water Was Red" / "Bunny"
- 1962 – "Bachelor Man" / "Growing Up With You"
- 1963 – "Teenage Heaven" / "Cinderella Baby"
- 1963 – "Dum Dum Dee Dum" / "(Surfin' At) Tia Juana"
- 1963 – "Mr. Bass Man" / "Sacred Lovers Vow"
- 1963 – "Hurdy Gurdy Man" / "Marshmallow"
- 1964 – "There Goes A Bad Girl" / "Refreshment Time
- 1964 – "Little Miss Lonely" / "Connie"
- 1964 – "Mitsu" / "Robinson Crusoe On Mars"
- 1967 – "The Marriage Of Charlotte Brown" / "Breaking Your Balloon"
- 1967 – "It Looks Like Love" / "May I get To Know You"
- 1969 – "Big River" / "Girl From Willow County"
- 1969 – "Mr. Bass Man" / "Refreshment Time"
- 1969 – "Save All Your Lovin' (Hold It For Me)" / "Ode To Bubble Gum"

EPs
- 1963 – Mr. Bass Man
- 1964 – Surfin' At Tia Juana
- 1964 – Hurdy Gurdy Man